# Умански, Феликс
Феликс Умански (ивр. פליקס אומנסקי‎ родился 26 июля 1943, Росарио, Аргентина) — израильский врач-нейрохирург и учёный, профессор медицины.
Родился в Росарио (Аргентина), изучал медицину в местном университете. В 1973 году переехал в Израиль. В 1981—1984 годах проходил стажировку в США: в Массачусетской больнице общего профиля в Бостоне и больнице Генри Форда в Детройте. После возвращения стал преподавателем в Еврейском университете в Иерусалиме и был приглашён работать в клинику «Хадасса», возглавлял отделение нейрохирургии клиники.
Был руководителем группы медиков, проводивших лечение премьер-министра Израиля Ариэля Шарона после инсульта.
Специалист в области хирургии основания черепа.